# Mark Wilson (golfer)
Mark Wilson (Menomonee Falls, 31 oktober 1974) is een Amerikaanse professional golfer. Hij speelt sinds 2003 op de Amerikaanse PGA Tour.

## Levensloop
Wilson studeerde wiskunde aan de Universiteit van North Carolina. Hij werd in 1997 professional en haalde via de Tourschool een spelerskaart voor de PGA Tour. 
In 2009 kwam hij in de top-100 van de Official World Golf Ranking. In 2011 was hij na het winnen van het Sony Open in januari en het Phoenix Open in februari opgeklommen tot de 53ste plaats op de wereldranglijst en mocht hij de WGC-Matchplay spelen. De eerste ronde versloeg hij Dustin Johnson.

## Gewonnen

### PGA Tour
- 2007: Honda Classic (275 po)
- 2009: Mayakoba Golf Classic at Riviera Maya (267)
- 2011: Sony Open in Hawaï (264), Phoenix Open (266 po)
- 2012: Humana Challenge (264)

### Hooters Tour
- 3 overwinningen tussen 1998 en 2001

### Elders
- 2001: Wisconsin State Open